# 어도비 젠슨

어도비 젠슨(Adobe Jenson)은 활자 디자이너인 로버트 슬림바크(Robert Slimbach)가 어도비사를 위해 제작한 올드 스타일의 세리프 서체이다. 젠슨의 로만체는 베네치아의 니콜라 장송(Nicolas Jenson)이 1470년에 제작한 본문용 올드 스타일 서체를, 이탤릭체는 루도비코 빈센티노 델기 아리기(이탈리아어: Ludovico Vicentino degli Arrighi)의 글씨를 바탕으로 제작되었다.
어도비 젠슨은 1996년에 최초로 멀티플 마스터 포스트스크립트 폰트로 발매되었으며, 현재는 어도비 젠슨 프로라는 이름의 오픈 타입 폰트로 판매되고 있다. 멀티플 마스터 버전은 무게와 시각적 크기를 변경할 수 있었다.

## 어도비 젠슨 프로
어도비 젠슨 프로는 본래의 어도비 젠슨을 오픈 타입으로 업데이트 한 것이다. 어도비 젠슨 프로는 어도비 CE, ISO-어도비(이후 어도비 웨스턴 2), 딩뱃 등의 문자 세트를 지원한다.어도비 젠슨 프로는 로마와 이탤릭체 각각 4가지의 시각적인 용도에 따라 4종류의 무게를 지원한다. 문체 대체, 이음자, 가변폭 숫자, 올드 스타일 숫자, 대소문자, 아래첨자 및 위첨자, 서수, 그리고 스와시(이탤릭체만) 등의 오픈타입 기능 역시 지원하고 있다.
| 용도               | 캡션용       | 일반용          | 소제목용         | 디스플레이용   |
| ------------------ | ------------ | --------------- | ---------------- | -------------- |
| 사용에 적합한 크기 | 6 ~ 9 포인트 | 9 ~ 14.1 포인트 | 14.1 ~ 24 포인트 | 24 포인트 이상 |

## 참조 자료
- Adobe Jenson Specimen Book. Adobe Systems Incorporated, 1996.